# Gzowate
Gzowate, gzy (Oestridae) – rodzina owadów z rzędu muchówek. Znanych obecnie jest około 1500 gatunków.
Larwy gzów są pasożytami zwierząt. Pasożytują w drogach oddechowych, skórze lub zatokach ssaków. Powodują ciężkie schorzenia mogące prowadzić nawet do śmierci zwierzęcia.
Rodzina ta składa się z następujących podrodzin:
- Cuterebrinae
- Gasterophilinae – gzikowate
- Hypodermatinae – podskórowate
- Oestrinae